# Шиљаковац
Шиљаковац је насеље у општини Барајево у Граду Београду. Према попису из 2022. било је 632 становника.

## Непокретна културна добра на територији насеља
- Кућа породице Јефтић
- Кућа породице Стевановић
- Кућа породице Милић

## Заштићена природна добра на територији насеља
На територији Шиљаковца, на локацији Баре, налази се Споменик природе Три храста лужњака Баре. Споменик природе чине три стабла храста лужњака стара између 140 и 210 година, од којих је једно оборено, али је његово импозантно дебло остављено на локацији. Стабла су идентификована и као запис-стабла:
- Запис храст већи,
- Запис храст мањи и
- Запис храст оборени.

Према информацијама са инфо табле на улазу у заштићено подручје, споменик природе „Три храста лужњака – Баре” има посебан културно-историјски карактер, јер је под њима 1941. године одржан народни збор за подизање устанка против фашизма.

## Демографија
У насељу Шиљаковац живи 537 пунолетних становника, а просечна старост становништва износи 45,8 година (44,0 код мушкараца и 47,7 код жена). У насељу има 237 домаћинстава, а просечан број чланова по домаћинству је 2,62.
Ово насеље је у великим делом насељено Србима (према попису из 2002. године), а у последња три пописа, примећен је пад у броју становника.
|  |

| Демографија | Демографија | Демографија |
| Година      | Становника  | Становника  |
| ----------- | ----------- | ----------- |
| 1948.       | 860         |             |
| 1953.       | 845         |             |
| 1961.       | 822         |             |
| 1971.       | 755         |             |
| 1981.       | 732         |             |
| 1991.       | 711         | 610         |
| 2002.       | 620         | 739         |
| 2011.       | 632         |             |

| Етнички састав према попису из 2002.‍ | Етнички састав према попису из 2002.‍ | Етнички састав према попису из 2002.‍ | Етнички састав према попису из 2002.‍ | Етнички састав према попису из 2002.‍ |
| ------------------------------------ | ------------------------------------ | ------------------------------------ | ------------------------------------ | ------------------------------------ |
|                                      |                                      |                                      |                                      |                                      |
| Срби                                 | Срби                                 |                                      | 598                                  | 96,45%                               |
| Југословени                          | Југословени                          |                                      | 7                                    | 1,12%                                |
| Хрвати                               | Хрвати                               |                                      | 3                                    | 0,48%                                |
| Бугари                               | Бугари                               |                                      | 3                                    | 0,48%                                |
| Црногорци                            | Црногорци                            |                                      | 2                                    | 0,32%                                |
| Мађари                               | Мађари                               |                                      | 1                                    | 0,16%                                |
| Македонци                            | Македонци                            |                                      | 1                                    | 0,16%                                |
| непознато                            | непознато                            |                                      | 5                                    | 0,80%                                |

| Година пописа     | 1948. | 1953. | 1961. | 1971. | 1981. | 1991. | 2002. |
| ----------------- | ----- | ----- | ----- | ----- | ----- | ----- | ----- |
| Број домаћинстава | 189   | 188   | 220   | 217   | 216   | 229   | 237   |

| Број чланова      | 1  | 2  | 3  | 4  | 5  | 6  | 7 | 8 | 9 | 10 и више | Просек |
| ----------------- | -- | -- | -- | -- | -- | -- | - | - | - | --------- | ------ |
| Број домаћинстава | 71 | 69 | 34 | 30 | 15 | 14 | 3 | 0 | 1 | 0         | 2,62   |

| Пол    | Укупно | Неожењен/Неудата | Ожењен/Удата | Удовац/Удовица | Разведен/Разведена | Непознато |
| ------ | ------ | ---------------- | ------------ | -------------- | ------------------ | --------- |
| Мушки  | 279    | 93               | 160          | 13             | 13                 | 0         |
| Женски | 271    | 35               | 160          | 67             | 7                  | 2         |
| УКУПНО | 550    | 128              | 320          | 80             | 20                 | 2         |

| Пол    | Укупно                    | Пољопривреда, лов и шумарство | Рибарство                            | Вађење руде и камена | Прерађивачка индустрија       |
| ------ | ------------------------- | ----------------------------- | ------------------------------------ | -------------------- | ----------------------------- |
| Мушки  | 147                       | 42                            | 0                                    | 3                    | 31                            |
| Женски | 101                       | 41                            | 0                                    | 1                    | 11                            |
| УКУПНО | 248                       | 83                            | 0                                    | 4                    | 42                            |
| Пол    | Производња и снабдевање   | Грађевинарство                | Трговина                             | Хотели и ресторани   | Саобраћај, складиштење и везе |
| Мушки  | 5                         | 11                            | 15                                   | 3                    | 17                            |
| Женски | 0                         | 3                             | 14                                   | 4                    | 6                             |
| УКУПНО | 5                         | 14                            | 29                                   | 7                    | 23                            |
| Пол    | Финансијско посредовање   | Некретнине                    | Државна управа и одбрана             | Образовање           | Здравствени и социјални рад   |
| Мушки  | 1                         | 7                             | 6                                    | 1                    | 0                             |
| Женски | 0                         | 1                             | 4                                    | 6                    | 6                             |
| УКУПНО | 1                         | 8                             | 10                                   | 7                    | 6                             |
| Пол    | Остале услужне активности | Приватна домаћинства          | Екстериторијалне организације и тела | Непознато            | Непознато                     |
| Мушки  | 3                         | 0                             | 0                                    | 2                    | 2                             |
| Женски | 4                         | 0                             | 0                                    | 0                    | 0                             |
| УКУПНО | 7                         | 0                             | 0                                    | 2                    | 2                             |